# Molophilus declinatus
Molophilus declinatus là một loài ruồi trong họ Limoniidae. Chúng phân bố ở miền Australasia.